# 松山 (ふじみ野市)
松山（まつやま）は、埼玉県ふじみ野市の町名。現行行政地名は松山一丁目および二丁目。郵便番号は356-0027。

## 地理
ふじみ野市の東部に位置する。東武東上線上福岡駅から南東に1キロで、おもに戸建ての住宅地として利用されている。

## 歴史

### 沿革
- 1973年（昭和48年）2月7日 - 土地改良事業により[4]、大字中福岡の一部から松山一丁目および二丁目が成立[5]。町名は小字に因む[4]。
- 2005年（平成17年）10月1日　- 入間郡大井町と合併してふじみ野市になり、ふじみ野市の町丁となる。

## 世帯数と人口
2017年（平成29年）10月1日現在の世帯数と人口は以下の通りである。
| 丁目       | 世帯数  | 人口  |
| ---------- | ------- | ----- |
| 松山一丁目 | 144世帯 | 307人 |
| 松山二丁目 | 189世帯 | 466人 |
| 計         | 333世帯 | 773人 |

## 小・中学校の学区
市立小・中学校に通う場合、学区（校区）は以下の通りとなる。
| 丁目       | 番地 | 小学校                 | 中学校                   |
| ---------- | ---- | ---------------------- | ------------------------ |
| 松山一丁目 | 全域 | ふじみ野市立福岡小学校 | ふじみ野市立花の木中学校 |
| 松山二丁目 | 全域 | ふじみ野市立福岡小学校 | ふじみ野市立花の木中学校 |

## 交通
地内に鉄道は敷設されていない。

### 道路
地内に国道、および主要地方道・一般県道は通っていない。
- けやき通り
- 慶珍塚通り

## 施設
地内はほぼ宅地として利用されていて一部で商業施設が点在するが、特筆に値する施設はない。
- 上福岡松山郵便局